# Loukanikos
Loukanikos (gr. Λουκάνικος, dosłownie kiełbasa; również Theodoros, gr. Θεόδωρος; ur. ?, zm. 21 maja 2014 w Atenach) – nierasowy pies, który zyskał sławę dzięki udziałowi w ulicznych protestach, które miały miejsce w Atenach w Grecji w latach 2010-2012. Niekiedy porównywany z Negro Matapacos, ze względu na podobieństwo uczestniczenia w ulicznych protestach.

## Biogram
Loukanikos żył w obrębie dzielnicy Eksarchia. Pojawiał się na demonstracjach w Atenach przynajmniej od 2008, natomiast stał się rozpoznawalny przez swoją obecność na niemal każdej demonstracji odbywającej się w Atenach podczas greckich protestów w latach 2010-2012. Znane było jego agresywne zachowanie względem funkcjonariuszy policji, na których przeważnie szczekał. Nazywany „psem-anarchistą” albo „psem z zamieszek”.
Loukanikos miał reputację nieustraszonego, zwykle znajdował się na przedzie protestów i wielokrotnie rzucano w niego gazem łzawiącym. Był aktywny podczas wszystkich greckich protestów i często prowadził uczestników na policję. Początkowo bezdomny, przenosił się z budynku do budynku, ale podobno wolał przebywać na ulicach.
W aktach wydziału zajmującego się bezdomnymi zwierzętami Urzędu Miejskiego w Atenach, Loukanikos figurował pod imieniem Theodoros. Jego bardziej znane imię wzięło się ze słowa λουκάνικο/Loukaniko, co w języku greckim oznacza kiełbasę. Zostało mu nadane, ponieważ jego ulubionym jedzeniem miała być właśnie kiełbasa.
BBC stworzyło wideo ukazujące Loukanikosa podczas protestów w Grecji, w tym bezpośrednie uczestniczenie w zamieszkach, szczekanie na uzbrojoną policję oraz uciekanie z innymi protestującymi przed gazem łzawiącym. Loukanikos został opisany przez magazyn „Time”, który w 2011 tytuł Człowieka Roku dał protestującym z całego świata. Znalazł się również na jednej z okładek magazynu.
W 2012, kiedy uliczne zamieszki w Grecji straciły na sile, Loukanikos został przygarnięty przez rodzinę mieszkającą w Atenach. Zmarł w 2014 w wieku ok. dziesięciu lat. Jako powód zgonu podano zatrzymanie akcji serca, co było efektem problemów zdrowotnych, jakich Loukanikos nabawił się przez wdychanie gazu łzawiącego podczas demonstracji. Niedługo potem został pochowany pod drzewem, na wzgórzu w centrum Aten.

## Upamiętnienie
Psa upamiętniono m.in. muralem wykonanym przy ul. Psirri w Atenach, na którym zamieszczono sentencje: „We were struck by tear-gas together” oraz „All Dogs go to Heaven”. Został on namalowany przez Vasilisa Gryparisa.
W 2010 David Rovics nagrał piosenkę The Riot Dog, którą poświęcił Loukanikosowi.